# José Manuel Caballero Bonald

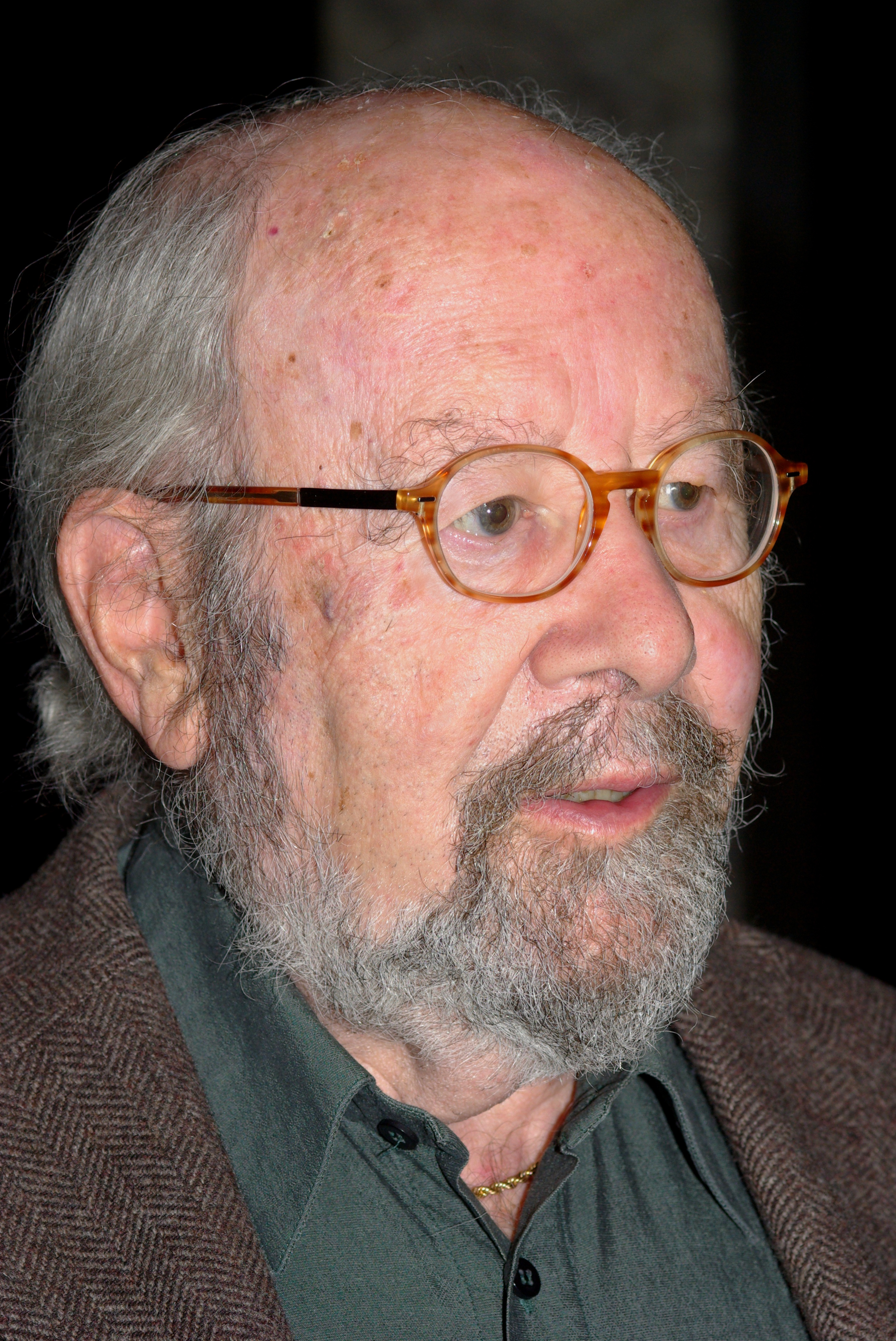
José Manuel Caballero Bonald, 2012

José Manuel Caballero Bonald (* 11. November 1926 in Jerez de la Frontera; † 9. Mai 2021 in Madrid) war ein spanischer Schriftsteller und Dichter.

## Biografie

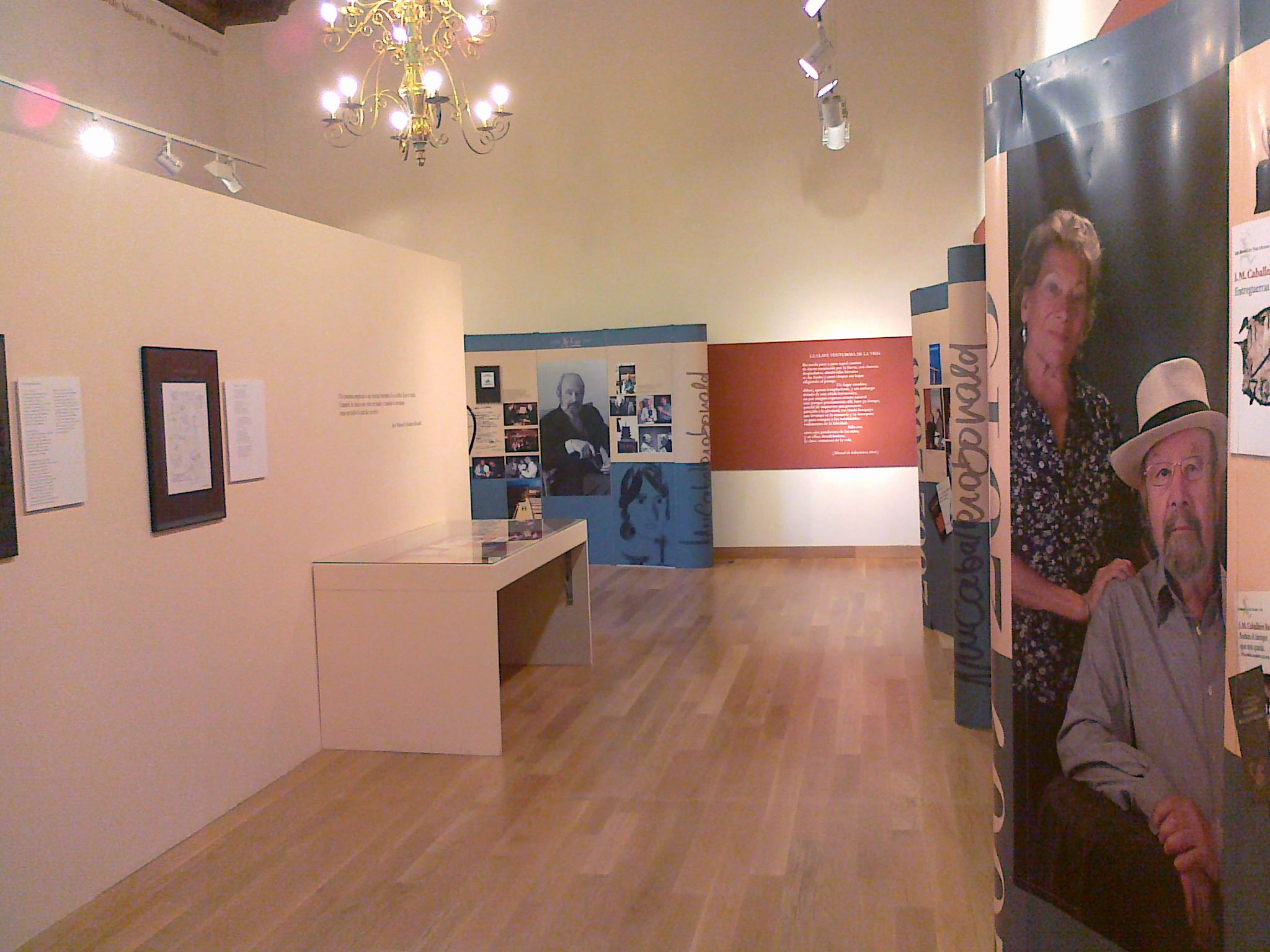
Ausstellung der Universidad de Alcalá de Henares, Madrid, anlässlich der Verleihung des Premio Cervantes an Caballero Bonald, 2013

Caballero Bonalds Vater war kubanischer Herkunft, Republikaner und Mitglied des Partido Reformista. Seine Mutter entstammt der französischen Adelsfamilie Vicomte de Bonald. Von 1949 bis 1952 studierte er Philosophie und Literatur in Sevilla. In seiner Studienzeit lernte er Autoren der Cordobeser Zeitschrift Cántico kennen, beispielsweise Pablo García Baena.
1952 veröffentlichte er seinen ersten Gedichtband Las adivinaciones, nachdem er mit ihm einen Nebenpreis beim Wettbewerb um den Premio Adonáis gewonnen hatte. Zwei Jahre später gewann er den Platero de poesía.
1954 und 1956 veröffentlichte er seine Gedichtsammlungen Memorias de poco tiempo und Anteo. Er arbeitete als Sekretär und später als stellvertretender Leiter der Zeitschrift Papeles de Son Armadans. Im Verborgenen arbeitete er mit Dionisio Ridruejo zusammen. 1959 veröffentlichte er Las horas muertas; für dieses Buch erhielt er den Premio Boscán und den Premio de la Crítica.
1959 bis 1962 schloss er Bekanntschaft mit Dichtern, die sich später im Grupo del 50 zusammenschlossen. Im Februar 1959 nahm er in Collioure an den Feierlichkeiten zum 20. Todestag von Antonio Machado teil, gemeinsam mit Blas de Otero, José Agustín Goytisolo, Jaime Gil de Biedma, Carlos Barral und anderen.
Sein weiterer Lebensweg führte ihn nach Lateinamerika. In Bogotá lehrte er spanische Literatur und Geisteswissenschaften an der Universidad Nacional de Colombia. Dort schrieb er seinen ersten Roman Dos días de septiembre, der 1961 mit dem Premio Biblioteca Breve ausgezeichnet und ein Jahr später veröffentlicht wurde. In Bogotá wurde auch sein erster Sohn geboren.
Caballero Bonald schloss mit der Gruppe von Literaten um die kolumbianische Literaturzeitschrift Mito Bekanntschaft, darunter Jorge Gaitán Durán, Gabriel García Márquez, Eduardo Cote, Hernando Valencia, Pedro Gómez Valderrama und andere. Bei Mito erschien 1961 Caballero Bonalds lyrische Anthologie El papel del coro. Er bereiste eine Reihe von Ländern Lateinamerikas. 1963 kehrte er nach Spanien zurück. Er veröffentlichte den Gedichtband liegos de cordel, und den Reiseband Cádiz, Jerez y los Puertos. Aus politischen Gründen wurde er verhaftet und verurteilt. 1965 reiste er für einige Zeit nach Kuba. In Baeza, Andalusien, arbeitete er 1966 in der Vereinigung zum Gedenken an Antonio Machado mit; diese wurde schließlich von der Regierung verboten. 1968 veröffentlichte er eine Erzählung zur kubanischen Revolution. Erneut wurde er aus politischen Gründen verhaftet und für einen Monat in Carabanchel gefangen gehalten. Bonald bekannte sich zeitlebens zum Kommunismus, trat jedoch nie einer Partei bei.
1969–1970 veröffentlichte er unter dem Titel Vivir para contarlo eine Sammlung all seiner bisher veröffentlichten Gedichte. Er veröffentlichte 1969 sein Archivo del cante flamenco, ein Album von sechs Schallplatten mit Begleittext; es wurde mit dem Premio Nacional del Disco ausgezeichnet. Reisen führten ihn in mehrere Länder Europas. 1971–1975 arbeitete er im Seminario de Lexicografía der Real Academia Española. Gemeinsam mit Camilo José Cela hatte er dieses Institut geplant. Mit der ersten Ehefrau von Cela, Rosario Conde, pflegte er eine sieben Jahre lange Liebesbeziehung.
Ferner nahm er 1973 eine Arbeit als literarischer Verlagsleiter der Ediciones Júcar auf; dort arbeitete er ebenfalls bis 1975. An mehreren europäischen Universitäten gab er Kurse über erzählende Literatur und nahm an literarischen Symposien teil. 1974 veröffentlichte er den Roman Ágata ojo de gato. Er wurde mit dem Premio de la Crítica ausgezeichnet; den Premio Barral für dasselbe Werk nahm Caballero Bonald nicht an. Es folgten bis heute eine lange Reihe weiterer literarischer Veröffentlichungen, Auszeichnungen, Konferenzen und Lehrveranstaltungen. Auch Bühnenwerke von ihm kamen zur Aufführung: 1994 führte die Compañía Nacional de Teatro Clásico seine Fassung von Don Gil de las calzas verdes von Tirso de Molina auf, und 1997 tanzte die Kompanie von Antonio Gades seine Ballett-Adaption von Fuenteovejuna.
1974–1978 war er Professor für zeitgenössische spanische Literatur am Centro de Estudios Hispánicos am Bryn Mawr College. 1978 wurde er zum Präsidenten des spanischen PEN-Clubs gewählte; von diesem Amt trat er 1980 zurück.
1986 wurde in Jerez das Bildungsinstitut, das seinen Namen trägt, gegründet. 1992 eröffnete in Marbella eine Stadtbibliothek mit seinem Namen. 1998 gründete die Stadt Jerez de la Frontera die Fundación Caballero Bonald.
1995 und 2001 erschienen mit Tiempo de guerras perdidas und La costumbre de vivir die beiden Bände seiner zeitgeschichtlichen Erinnerungen. 2004 publizierte er unter dem Titel Somos el tiempo que nos queda sein gesamtes poetisches Werk. Im gleichen Jahr wurde er von der Universidad de Cádiz zum Doctor Honoris Causa ernannt. 2012 veröffentlichte er mit Entreguerras o De la naturaleza de las cosas seine Autobiografie in Versform. Im November desselben Jahres wurde er mit dem Premio Cervantes geehrt.
2006 veröffentlichte er gemeinsam mit der Fotografin Colita die Monografie Luces y sombras del flamenco.
José Manuel Caballero Bonald war mit Josefa Ramis Cabot verheiratet, mit der er gemeinsam eine Reihe von Werken publizierte.

## Werk (Auswahl)

### Dichtung
- Las adivinaciones (1952)
- Memorias de poco tiempo (1954)
- Anteo (1956)
- Las horas muertas (1959)
- Pliegos de cordel (1963)
- Descrédito del héroe (1977)

- Laberinto de Fortuna (1984)
- Diario de Argónida (1997)
- Manual de infractores (2005)
- La noche no tiene paredes (2009)
- Entreguerras, Autobiografie in Versen (2012)

### Lyrische Anthologien
- El papel del coro (1961)
- Vivir para contarlo (1969)
- Selección natural (1983)
- Doble vida (1989), Vorwort von Pere Gimferrer
- Poesía amatoria (1999)
- Somos el tiempo que nos queda (2004)
- Años y libros (2004); Gedichte von Luis García Jambrina

- Paz con aceite (2005)
- Summa vitae (2007); Gedichte von Jenaro Talens
- Casa junto al mar (2008);  Gedichte von Pablo Méndez
- Estrategia del débil (2010) Gedichte von Juan Carlos Abril
- Ruido de muchas aguas (2011) Gedichte von Aurora Luque
- Material del deseo (2013) Gedichte von Juan Carlos Abril
- Marcas y soliloquios (2013) Gedichte von Juan Carlos Abril

### Romane
- Dos días de setiembre (1962)
- Ágata ojo de gato (1974)
- Toda la noche oyeron pasar pájaros (1981)

- En la casa del padre (1988)
- Campo de Agramante (1992)

### Zeitgeschichtliche Erinnerungen
- Tiempo de guerras perdidas (1995)
- La costumbre de vivir (2001)

### Monografie
- Luces y sombras del flamenco (2006, mit Colita)

### Essays und Aufsätze
- El cante andaluz (1953)
- El baile andaluz (1957)
- Cádiz, Jerez y los puertos (1963)
- El vino (1967)
- Narrativa cubana de la revolución (1968)
- Archivo del Cante Flamenco (Barcelona, 1969)
- Luces y sombras del flamenco (1975)
- Cuixart (1977)
- Brevario del vino (1980)
- Luis de Góngora: poesía (1982)
- Los personajes de Fajardo (1986)
- De la sierra al mar de Cádiz (1988)
- Andalucía (1989)

- Botero: la corrida (1990)
- España: fiestas y ritos (1992)
- Sevilla en tiempos de Cervantes (1992)
- Copias del natural (1999)
- Mar adentro (2002)
- José de Espronceda (2002)
- Miguel de Cervantes. Poesía (2005)
- La ruta de la campiña (2005). Junto a Vicente Rojo Almarán
- La luz de Cádiz en la pintura de Cortés (2005), gemeinsam mit Antonio Agudo und Francisco Calvo Serraller
- Encuentros con la poesía (2006)
- Un Madrid literario (2009), gemeinsam mit dem Fotografen José Manuel Navia
- Oficio de lector, Serie von Artikeln über Schriftsteller

### Biografie
- Julio Neira: Memorial de disidencias. vida y obra de José Manuel Caballero Bonald. Fundación José Manuel Lara, 2014, ISBN 978-84-96824-56-0 (autorisierte Biografie).

### Musikalische Werke
- ¡Tierra!: Caballero Bonald schrieb die Texte für dieses Album von El Lebrijano[15]

## Auszeichnungen
- Premio de Poesía Platero 1950
- Nebenpreis des Premio Adonáis 1951 mit Las adivinaciones
- Premio Boscán 1958 für Las horas muertas
- Premio de la Crítica de poesía castellana 1960 für Las horas muertas
- Premio Biblioteca Breve 1961 für Dos días de septiembre
- Premio de la Crítica de narrativa castellana 1975 für Ágata ojo de gato
- Premio de la Crítica de poesía castellana 1977 für Descrédito del héroe
- Premio Fundación Pablo Iglesias 1978
- Premio Ateneo de Sevilla 1981 für Toda la noche oyeron pasar pájaros
- Premio Plaza & Janés 1988
- Premio Andalucía de las Letras 1990

- Korrespondierendes Mitglied der Academia Norteamericana de la Lengua Española (1993–1994)
- Hijo Predilecto[16] de Andalucía (1996)Balance
- Medalla de Oro del Círculo de Bellas Artes de Madrid (2000)
- Doctor honoris causa der Universidad de Cádiz (2004)
- Premio Reina Sofía de Poesía Iberoamericana 2004
- Premio Nacional de las Letras Españolas 2005
- Premio Internacional Terenci Moix 2005
- Premio Nacional de Poesía 2006
- Premio Internacional de Poesía Federico García Lorca 2009
- Premio ABC Cultural & Ámbito Cultural 2010
- Premio Cervantes 2012
- Autor del año 2013 der Consejería de Cultura de la Junta de Andalucía
- Doctor honoris causa der Universidad Nacional de Educación a Distancia[17] (2013)
- Premio Obra de Arte Total 2015 der Asociación Wagneriana